# Zaraza wielka
Zaraza wielka (Orobanche elatior Sutton) – gatunek rośliny z rodziny zarazowatych (Orobanchaceae).

## Zasięg występowania
Występuje w Azji i Europie. W Polsce jest rzadka. Występuje na rozproszonych stanowiskach, głównie na niżu i w pasie wyżyn. Jej stanowiska podawane były m.in. z Pomorza Gdańskiego, Niecki Nidziańskiej, Bramy Morawskiej, Wyżyny Śląskiej, Wyżyny Kieleckiej, Przedborskiej i Lubelskiej. W Karpatach podano jej występowanie tylko z pojedynczych stanowisk w Beskidzie Wyspowym, na Pogórzu Wielickim i Cieszyńskim.

## Morfologia

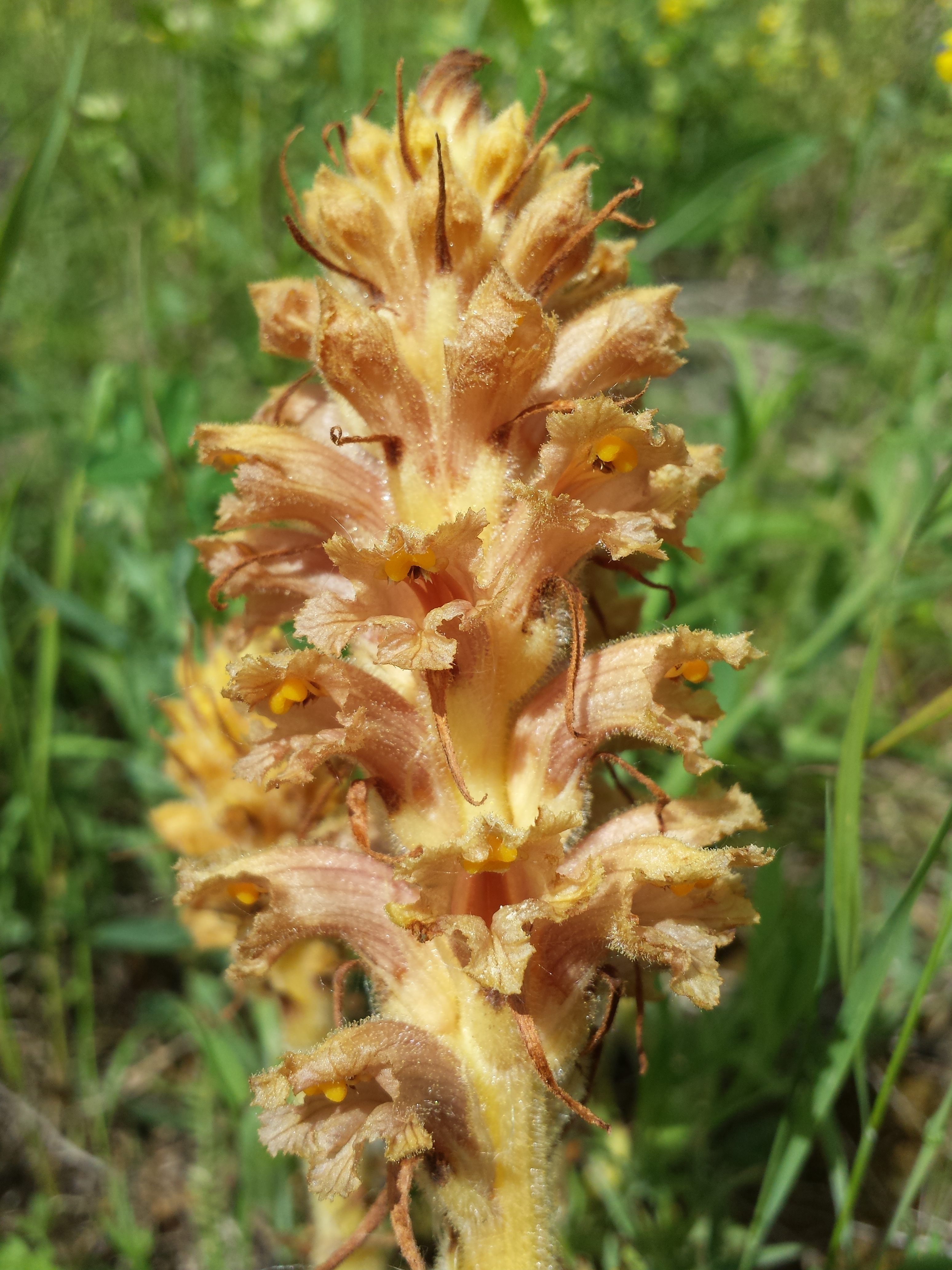
Kwiatostan

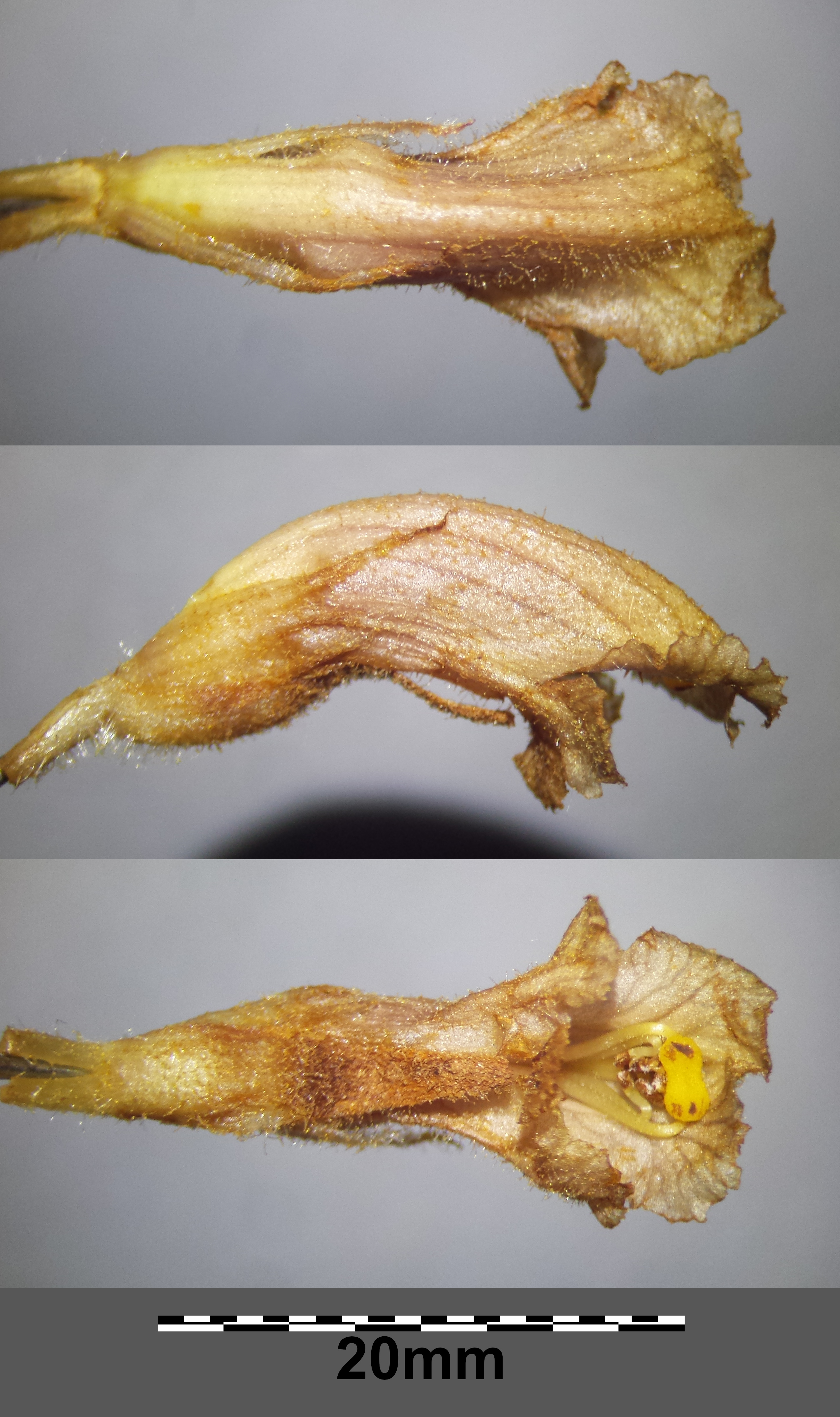
Kwiat

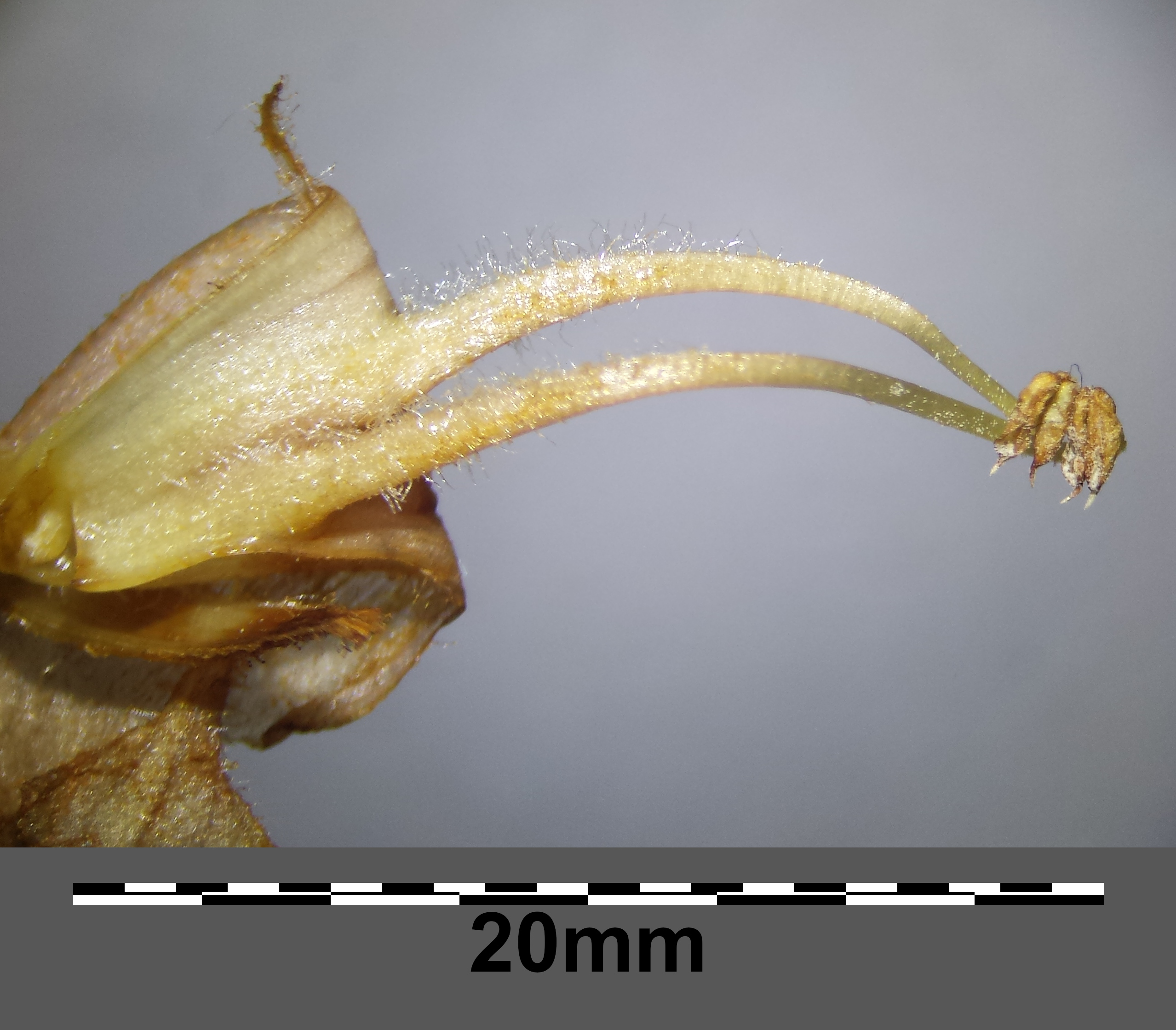
Pręciki

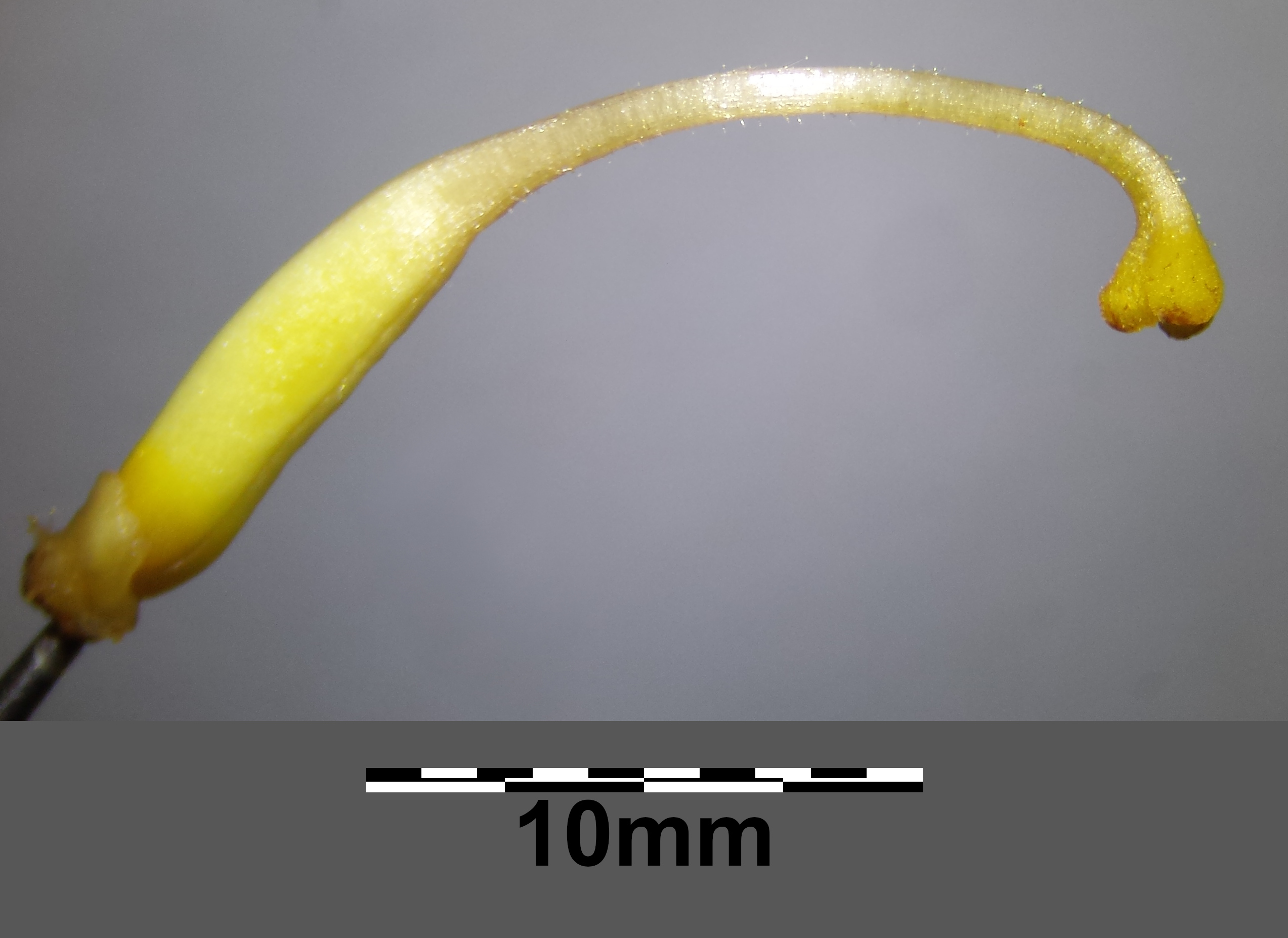
Słupek

ŁodygaPojedyncza, zazwyczaj gruba, różowa lub rdzawoczerwona, gruczołowato owłosiona, pokryta gruczołowatymi łuskami.
KwiatyGrzbieciste, 15–28 mm długości, zebrane w kłos długości ok. 30 cm. Kielich dwułatkowy. Łatki te są 2-zębne, rzadziej całobrzegie, z przodu zrośnięte lub przylegające. Korona kwiatu na początku różowa, później bladożółta, gruczołowato owłosiona. Poniżej pręcików zwęża się w rurkę, a powyżej stopniowo rozszerza. Warga dolna ma 3, zazwyczaj równe łatki, czasami tylko łatka środkowa jest większa. Warga górna jest delikatnie gruczołowato owłosiona, całobrzega lub wycięta, czasami tylko 2-łatkowa. Nitka pręcika owłosiona i zgrubiała w nasadzie. Szyjka słupka gruczołowato owłosiona. Znamię z dwiema łatkami.
OwocWalcowata torebka.
Gatunki podobneLiczne gatunki zaraz są bardzo podobne morfologiczne. Za pewne można uznać tylko oznaczenie gatunku potwierdzone przez specjalistę.

## Biologia i ekologia
RozwójBylina, geofit. Jest rośliną bezzieleniową i, jak wszystkie zarazy, pasożytem. W literaturze podaje się, że jej żywicielami są różne gatunki roślin z rodziny astrowatych (Asteraceae), w kilkuletnich badaniach prowadzonych przez polskich specjalistów stwierdzono jednak, że w Polsce jedynym jej żywicielem jest chaber driakiewnik (Centaurea scabiosa). Kwitnie od czerwca do sierpnia. Nasiona rozsiewane są przez wodę i wiatr.
SiedliskoRośnie na kserotermicznych murawach oraz świetlistych zaroślach i lasach dębowych.
GenetykaLiczba chromosomów 2n = 38.

## Zagrożenia i ochrona
Roślina była objęta w Polsce ochroną ścisłą w latach 2004-2014, od 2014 znajduje się pod częściową ochroną gatunkową.
Gatunek jest umieszczony na Czerwonej liście roślin i grzybów Polski (2006) w grupie gatunków rzadkich, potencjalnie zagrożonych (kategoria zagrożenia R). W wydaniu z 2016 roku otrzymał kategorię EN (zagrożony).